# Lev-Balka, Novomîrhorod
Lev-Balka (în ucraineană Лев-Балка) este un sat în comuna Petroostriv din raionul Novomîrhorod, regiunea Kirovohrad, Ucraina.

## Demografie
Componența lingvistică a localității Lev-Balka
     Ucraineană (97,22%)
     Rusă (2,78%)
Conform recensământului din 2001, majoritatea populației localității Lev-Balka era vorbitoare de ucraineană (97,22%), existând în minoritate și vorbitori de rusă (2,78%).